# Mission de Guajará-Mirim
La mission de Guajará-Mirim est une mission catholique à Guajará-Mirim (Rondônia, Brésil), fondée par le pape Pie XI en 1932.

## La mission
La mission construit des écoles, hôpitaux et des logements pour les plus démunis de la région. La mission s'adresse aux habitants des villes, aux Sans-Terre, aux migrants, aux prisonniers et surtout aux villages amérindiens de la région.

## Les œuvres
La mission a créé des œuvres pour pouvoir apporter une aide structurée :
Village amérindien de Sagarana situé  sur le fleuve Guaporé, a été créé par la mission en 1962. Le village a été créé à l'origine pour soigner les Amérindiens de plusieurs tribus malades de tuberculose. Depuis 1997 le village est indépendant de la mission et reçoit  des aides ponctuelles. Il a à sa tête un Cacique (chef traditionnel) et un administrateur élu. Il compte 370 habitants.
Radio Educadora: basée à Guajará-Mirim, cette radio a été fondée en 1964. Elle est destinée aux Amérindiens et aux familles isolées sur  le fleuve (Ribeirinhos) et à l’intérieur des terres. En plus de programmes religieux quotidiens et de la Messe Dominicale, les émissions traitent de sujets variés tels que l’éducation, la santé, le sport, et la musique, des nouvelles et intentions personnelles pour personnes isolées et des informations pratiques de la vie quotidienne. 
L’hôpital Bom-Pastor a été fondé par la mission en 1972 à Guajará-Mirim. C'est un hôpital de 70 lits avec 9 médecins permanents. Il accueille et soigne les immigrés, les pauvres et principalement les Amérindiens.  Son service maternité est le seul de toute la région. Depuis peu l'hôpital reçoit aussi une subvention de la municipalité de Guajará-Mirim.
L'école Beija-Flor est une école avec jardin d’enfants  fondée en 1978 par la mission à Costa-Marques.  Cette école a 15 enseignants et accueille 350 élèves. L’école accueille en priorité les enfants des plus pauvres.
Le Centre Despertar a été créé par la mission en 1992 à Guajará-Mirim. C'est une école professionnelle et artistique qui accueille 700 élèves. Depuis sa création l’objectif de ce centre est de donner aux enfants délaissés des orientations, de les avancer dans leur travail scolaire et de les protéger ainsi contre la prostitution, la drogue et le banditisme. Cette institution aide les jeunes dans leur insertion sociale.
Maison des Anciens « São Vicente De Paulo » est une maison de retraite de 30 places à Guajará-Mirim. Elle accueille les plus pauvres qui n’ont plus de famille.

## La mission et le CIMI
Entre le CIMI (Conseil Missionnaire Indigène du Brésil pour la défense des Droits de l'homme) fondé en 1972 par la Conférence Nationale des Évêques du Brésil, et la mission existent des liens très proches dans la personne du médecin français Gilles de Catheu et de son équipe. Il soigne exclusivement et gratuitement les Amérindiens de la région « les plus pauvres des pauvres ».

## Les dirigeants de la mission
Les Chefs de la mission depuis sa création en 1932 :
- Dom François Xavier Rey ;
- Dom Roberto Gomès ;
- Dom Geraldo Verdier.

## La mission et son relais en France
Association de la Lettre d'Amazonie :
Cette association basée en France sert de base spirituelle, financière et organisationnelle. Elle édite une revue trimestrielle : La Lettre d'Amazonie où sont traités des témoignages sur le vécu de la mission, et des sujets d’intérêt général tels que : la déforestation amazonienne, la biodiversité, les Amérindiens de l’Amazonie, les problèmes des migrants et des Sans-Terre, des problèmes lies aux drogues et aux maladies.